# Samantha Ryan
Samantha Ryan (Shawnee, Kansas; 3 de marzo de 1978) es una ex actriz pornográfica estadounidense.

## Carrera
Nativa de Shawnee, Kansas proviene de una familia con ascendencia Croata.
Comenzó a aparecer en películas para adultos en 2004 a los 26 años de edad, y desde entonces ha aparecido en más de 500 películas. En 2007 fue la directora del vídeo Sorority Sluts: Iota Eta Pi.
Durante el 2006 fue pareja sentimental del actor Kurt Lockwood, y durante el 2005 formaron la banda de rock "Not the Ramones" junto a la también actriz Monica Mayhem.
Trabajo para importantes productoras tales como Girlfriends Films, Sweetheart Video, Brazzers, Naughty America, Hustler Video o BangBros, entre otras.
Actualmente está retirada de la industria desde el año 2013.

## Premios
| Premiación  | Año  | Resultado | Categoría                               | Trabajo                       |
| ----------- | ---- | --------- | --------------------------------------- | ----------------------------- |
| Premios AVN | 2006 | Nominada  | Mejor escena de sexo solo chicas, Video | War of the Girls              |
| Premios AVN | 2007 | Nominada  | Mejor escena de sexo grupal, video      | Butt Pirates of the Caribbean |
| Premios AVN | 2008 | Nominada  | Mejor escena de sexo en solitario       | All by Myself                 |
| Premios AVN | 2009 | Nominada  | Mejor escena de sexo solo chicas        | Girls Kissing Girls           |